# Tigrioides dimidiata
Tigrioides dimidiata là một loài bướm đêm thuộc phân họ Arctiinae, họ Erebidae.